# Kappentrappe
Die Kappentrappe, Indische Riesentrappe oder Hindutrappe (Ardeotis nigriceps, Synonyme: Otis nigriceps, Eupodotis edwardsi) ist eine vom Aussterben bedrohte Vogelart aus der Familie der Trappen. Sie kommt in Pakistan und Indien vor.

## Merkmale
Die Männchen der Kappentrappe erreichen eine Körperlänge von 100 bis 122 cm und ein Gewicht von 8 bis 14,5 kg und die Weibchen eine Körperlänge von 76 bis 92 cm und ein Gewicht von 3,5 bis 6,75 kg. Die schwarze Kappe ist oft ausgedehnt. Die Beine sind hell gelblich. Sie sieht der australischen Wammentrappe (Ardeotis australis) sehr ähnlich, ist jedoch häufig durch ein undeutliches, aber breites schwarzes Brustband gekennzeichnet. Die Schenkel sind etwas schwärzlich. Hinter dem Auge verläuft keine deutliche Linie und die Kappe, die sich durch das Auge zieht, ist schwarz. Im Vergleich zur Wammentrappe weist die Kappentrappe eine geringere Weißfärbung auf dem schwarzen Flügelfleck auf. Das nicht brütende Männchen hat einen grauen Hals mit einer feinen wellenförmigen Musterung und weniger ausgeprägte Körperfedern im Brustbereich. Das Weibchen ist kleiner, hat einen weißen Überaugenstreif unter der schwarzen Kappe, einen graueren, deutlicher gestrichelten Hals ohne Federn und seltener ein Brustband, das, wenn es vorhanden ist, typischerweise unterbrochen ist, während die unteren Flanken und der Steiß meist weiß erscheinen und eine stärkere weiße Fleckung und Bänderung der Flügel aufweisen als das Männchen. In der Nichtbrutzeit ist der Oberkopf grau gesprenkelt. Die immaturen Vögel ähneln dem Weibchen, haben aber auf dem Oberkopf, dem Hinterhals und dem oberen Rücken bräunliche Flecken. Hals und Brust sind stärker gestrichelt, es fehlt ein dunkles Brustband, die unteren Flanken und der Steiß sind stark gestrichelt, und die äußeren Flügel sind braun und leicht gebändert.

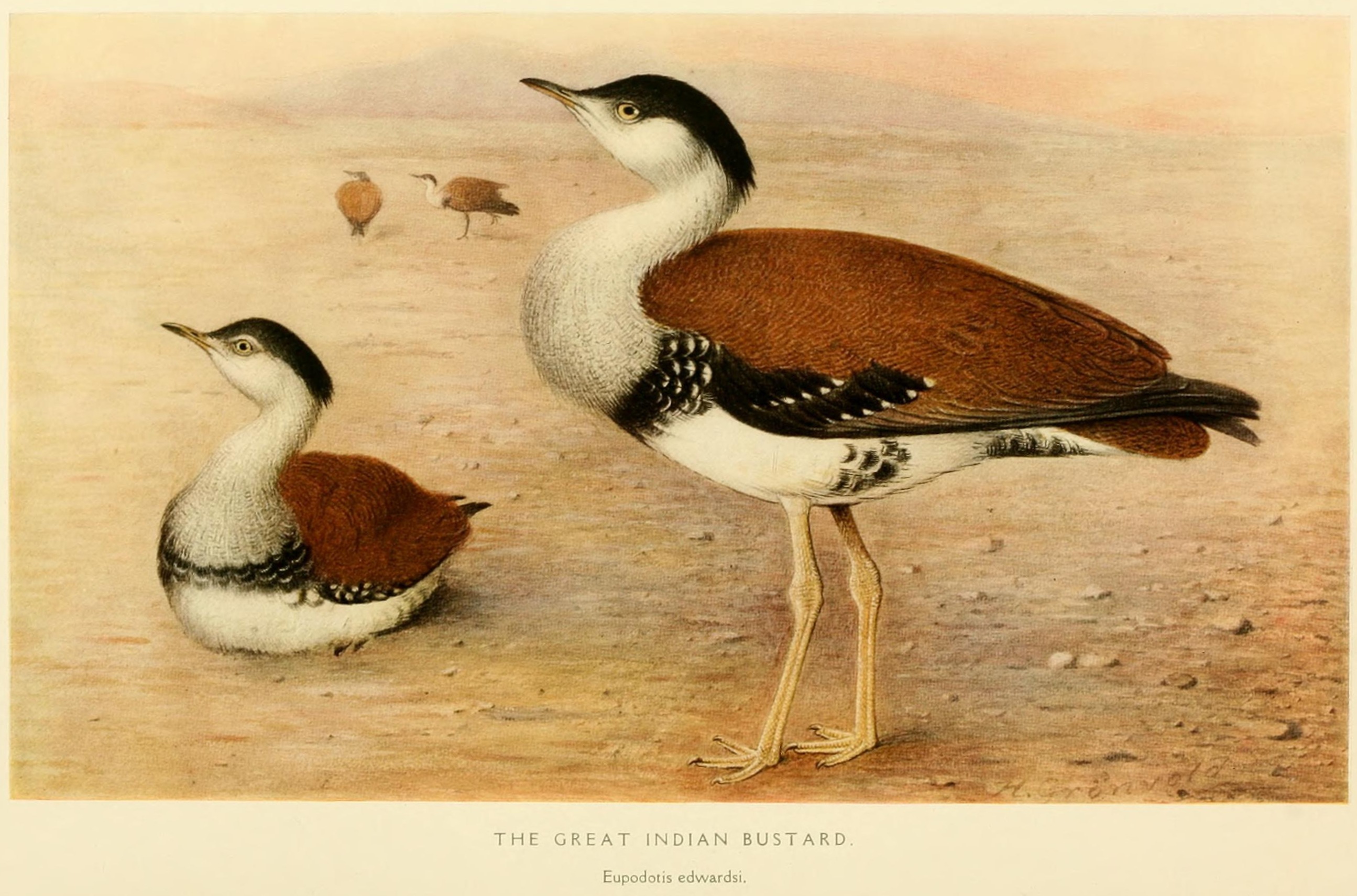
Illustration von Henrik Grönvold aus Game-birds of India, Burma and Ceylon von E. C. Stuart Baker
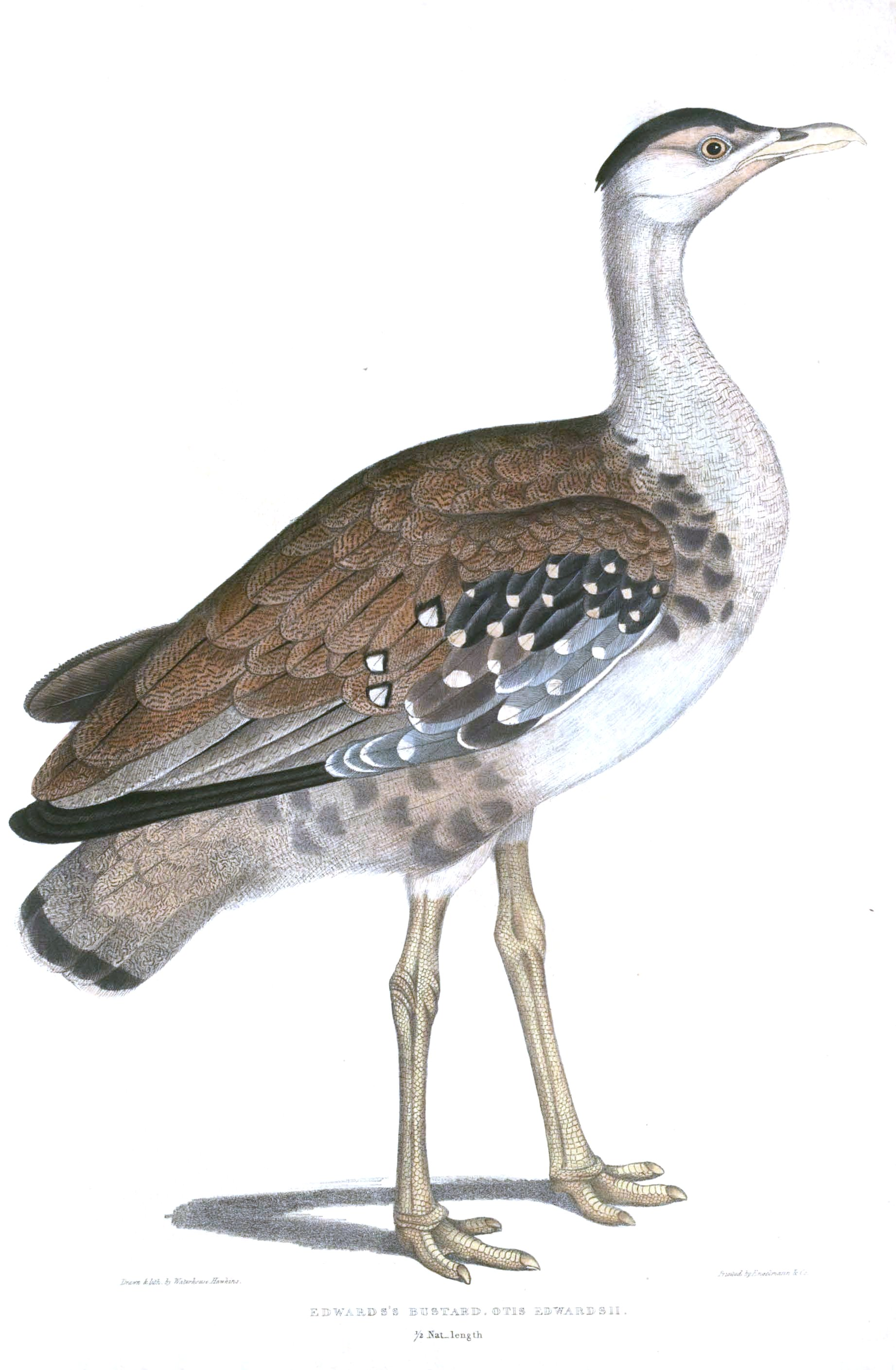
Illustration aus dem Werk Illustrations of Indian Zoology (1830–1835) von Thomas Hardwicke

## Systematik
Die Kappentrappe weist eine enge Verwandtschaft mit der Wammentrappe auf, weswegen beide Arten gelegentlich in die separate Gattung Austrotis eingeordnet wurden, da sie sich deutlich von den afrikanischen Arten der Gattung Ardeotis unterscheiden. Charakteristische Merkmale umfassen eine größere Körperlänge, Schnabellänge, Flügellänge und insbesondere Tarsuslänge. Männliche Exemplare zeigen eine vollständig schwarze Kappe inklusive Augenbraue im Gegensatz zur weißen Augenbraue bei der Wammentrappe. Die weißen Flecken auf der schwarzen Flügeldecke sind reduziert, was die Schwarzfärbung intensiviert. Der ungebänderte, weiße Hals des adulten Männchens erzeugt ein helleres Erscheinungsbild, im Gegensatz zu dem schmal dunkel gebänderten Hals der Wammentrappe, der eine insgesamt graue Erscheinung aufweist. Die Flanken sind dunkel gezeichnet, jedoch nicht gebändert, anders als bei der Wammentrappe.  Zudem weisen die Unterschwanzdecken eine stumpfbraune Färbung mit braun-gepfefferten weißen Spitzen auf, im Vergleich zu den dunkleren und längeren, weißeren Spitzen bei der Wammentrappe. Diese Art ist monotypisch.

## Verbreitungsgebiet

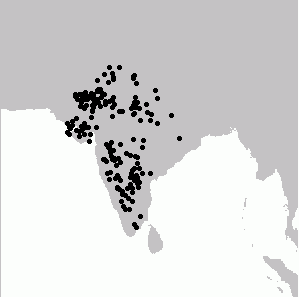
Verbreitungsgebiet der Kappentrappe

Die Kappentrappe ist von Südost-Pakistan (Sindh) und West- und Zentral-Indien von Rajasthan im Süden durch Gujarat, Madhya Pradesh und Maharashtra bis Nord-Karnataka und West-Andhra Pradesh verbreitet. Außerhalb von Rajasthan existieren nur noch Reliktpopulationen.

## Lebensraum
Am häufigsten kommt die Kappentrappe in hügeligen Graslandschaften mit einer Vegetationshöhe von 30 bis 70 cm vor, mit oder ohne vereinzelte Bäumen. Sie ist jedoch auch in offenem Buschwerk, sandigen Halbwüstenebenen, breiten Weiden, Randfeldern und leicht gestörten Kulturen anzutreffen.

## Wanderungen
Die Kappentrappe ist sesshaft oder saisonal nomadisch oder beides. Im Allgemeinen zerstreuen sich die Trappen zeitlich, wobei diese Wanderungsmuster voraussichtlich von der Verfügbarkeit von Wasser abhängig sind. Möglicherweise wandern einige Vögel zwischen der Thar-Wüste und dem Dekkan-Tableau, wobei sie von den Monsunregenfällen in beiden Gebieten profitieren.

## Nahrungsverhalten
Das Nahrungsverhalten der Kappentrappe ist opportunistisch. Sie nutzt die lokalen und saisonalen Vorkommen von Körnern, Sprossen und Beeren, wobei sie eine besondere Vorliebe für die Steinfrüchte von Zizyphus rotundifolia und für die Feldfrüchte Eruca sativa und Cicer arietinum hat. Zudem bereichern Heuschrecken, Grashüpfer, Käfer (einschließlich Cylindrothorax tenuicollis), Tausendfüßer, Eidechsen, kleine Schlangen und Säugetiere das Nahrungsangebot. Die Kappentrappe bildet im Winter kleine Schwärme, die manchmal zusammen mit Antilopen beobachtet werden. Wie die Riesentrappe (Ardiotis kori) und einige andere Trappen, aber ungewöhnlich unter den Vögeln, setzt sich die Art zum Trinken hin.

## Lautäußerungen
Während der Balz sind dröhnende Laute zu hören, die als bellendes „hROOoom“ von ca. 4 Sekunden Dauer wiedergegeben werden. Der Alarmruf umfasst kürzere (circa 2 Sekunden andauernde), abruptere, bellende oder brüllende „HOom“-Töne.

## Fortpflanzungsverhalten
Die Paarungszeit erstreckt sich über das gesamte Jahr, je nach Gebiet und Niederschlag, z. B. hauptsächlich von März bis Juni im Norden des Verbreitungsgebiets, von August bis Oktober im Westen des Dekkan-Tableaus und von August bis Januar im Osten des Dekkan-Tableaus. Das Balzverhalten wird manchmal in mondhellen Nächten, aber auch bei Tag beobachtet. Während der Balz bläht das Männchen den mit weißen Federn versehenen Kehlsack, der fast bis zum Boden reicht, auf. Zudem faltet es den Schwanz über den Rücken, bewegt sich mit herabhängenden Flügeln und erhobenem Kopf und ruft dabei regelmäßig. Das Nest ist eine flache, manchmal spärlich ausgekleidete Mulde, oft ohne angrenzende Deckung. Normalerweise wird ein Ei gelegt, selten zwei. Die Brutzeit beträgt circa 27 Tage. Das Küken hat einen bräunlichen Flaum mit schwarzer oder brauner Zeichnung auf Kopf und Rücken, einen breiten hellen Überaugenstreif und eine helle Kehle mit dunkler Umrandung. Bis zum Flüggewerden dauert es dauert 35 bis 40 Tage, jedoch bleiben die Jungvögel bis zum Beginn der nächsten Brutsaison beim Weibchen. Das Weibchen transportiert das Küken angeblich unter den Flügeln, jedoch lässt sich das nur durch Beobachtungen nachweisen.

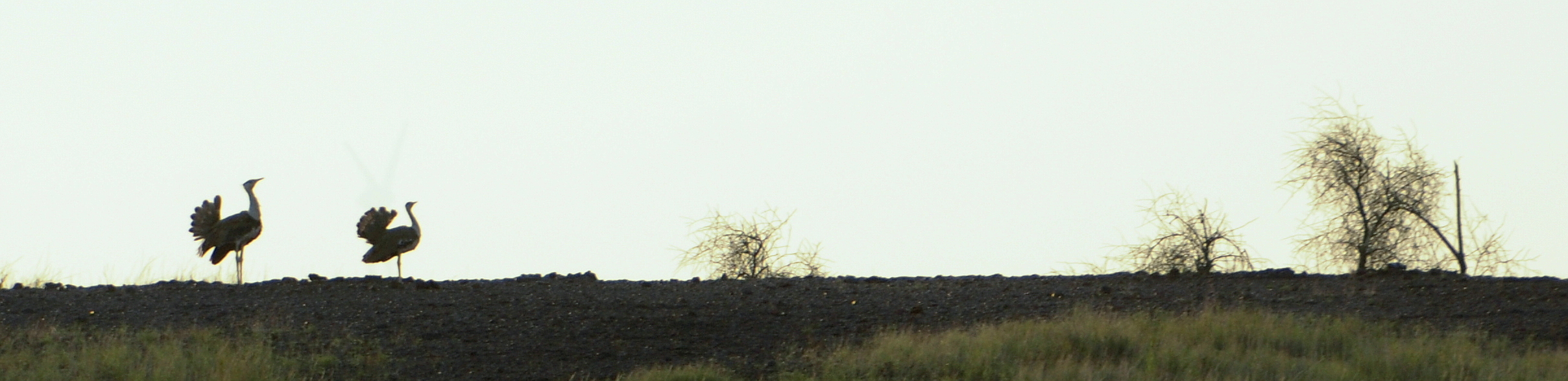
Männchen und Weibchen bei der Balz, Rajasthan
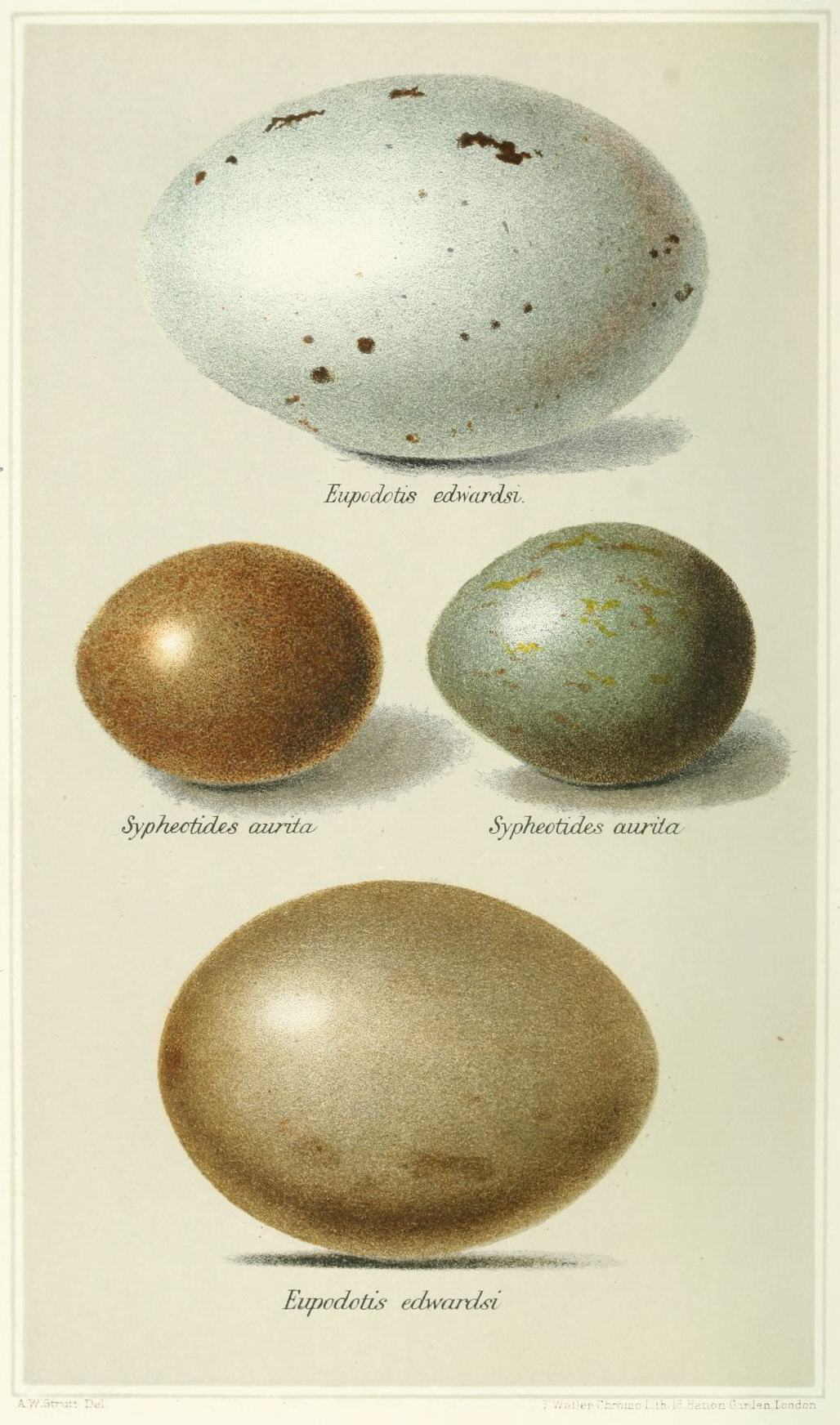
Eier der Kappentrappe im Vergleich zu den kleineren Eiern der Flaggentrappe

## Status
Die Kappentrappe wird in der IUCN Red List in der Kategorie „vom Aussterben bedroht“ (critically endangered) und im Washingtoner Artenschutzübereinkommen in Anhang I gelistet. Zudem steht sie in der Bonner Konvention. 2020 war sie das Maskottchen der 13. Vertragskonferenz der Bonner Konvention im indischen Gandhinagar. Im Wild Life (Protection) Act, 1972 von Indien wird sie in Kategorie I geführt, was dem höchsten Schutzgrad entspricht.
Im 19. Jahrhundert war die Art in Ostpakistan, Sindh und Punjab, in Ost- und Westbengalen und südlich bis Tamil Nadu verbreitet. In den letzten Jahrzehnten ist die Kappentrappe in Pakistan sehr selten geworden. Der Gesamtbestand wurde in den frühen 1990er Jahren auf 1500 bis 2000 Individuen geschätzt, hauptsächlich in Rajasthan mit 500 bis 1000 Vögeln. Der Rest der Population war vor allem in Teilen Westindiens verstreut, und die Art war in 90 % ihres früheren Verbreitungsgebiets ausgerottet. Die Kappentrappe verzeichnete im Jahr 2008 einen Rückgang auf circa 300 bis 350 Individuen (vielleicht sogar nur 200) in einem Gesamtverbreitungsgebiet von 570.000 km². Die größten Bestände mit circa 175 Vögeln gibt es in Rajasthan, wo in den 1990er Jahren ein kleines Sensibilisierungsprogramm initiiert wurde, das von den lokalen Gemeinschaften unterstützt wird, sowie kleinere Populationen (weniger als 30 Vögel) in Gujarat, im nördlichen Zentral- sowie in West-Maharashtra und im westlichen Andhra Pradesh und Karnataka und mehr als 5 Vögel im nördlichen Madhya Pradesh.
In den 1990er Jahren verschwand die Art in zwei Schutzgebieten (Karera und Sorsan), die speziell zum Schutz der Kappentrappe eingerichtet wurden, vollständig. Die Populationen der Kappentrappe verzeichneten auch in anderen Schutzgebieten einen Rückgang, was die Eignung des Schutzgebietsansatzes für diese Art in Frage stellte. In diesem Kontext entstand 2012 die Initiative „Project Bustard“, die darauf abzielt, Erhaltungsmaßnahmen für die Kappentrappe zu koordinieren und sie als Modellart zur Förderung des Schutzes von Graslandökosystemen auf dem indischen Subkontinent zu nutzen. In Maharashtra sind die Bestände im Trappenschutzgebiet sogar zurückgegangen: Bei einer Erhebung im Jahr 2010 wurden nur neun Exemplare erfasst, und mindestens seit 2007 wurden dort keine Bruten mehr gemeldet. In Kachchh liegt die letzte Populationsschätzung bei weniger als 20 Vögeln bei einer Populationsdichte von 0,05 Individuen pro Quadratkilometer in circa 400 km² geeignetem Lebensraum. In Karnataka steht die Art wahrscheinlich kurz vor dem Verschwinden.
In den indischen Bundesstaaten Haryana, Punjab, Odisha, Uttar Pradesh und Tamil Nadu ist sie vermutlich bereits vollständig verschwunden, jedoch könnten einige Exemplare offenbar noch überleben. In Sindh, Pakistan, steht die Kappentrappe unter einem hohen Jagddruck, wo von 63 über einen Zeitraum von vier Jahren gesichteten Vögeln 49 erlegt wurden.
Der Rückgang der Trappenpopulationen wird vielfach auf die Jagd zurückgeführt, jedoch spielen auch der Verlust von Lebensräumen und Störungen eine entscheidende Rolle. Diese Faktoren resultieren aus der intensiven landwirtschaftlichen Expansion und Mechanisierung, der infrastrukturellen Entwicklung (z. B. Bewässerungsanlagen, Verkehrsstraßen, Stromleitungen, Windkraftanlagen und Bauprojekte), dem Bergbau sowie der Industrialisierung. Darüber hinaus können unzureichend informierte Maßnahmen zum Lebensraummanagement, die in der Vergangenheit möglicherweise nicht ausreichend berücksichtigt wurden, ebenfalls zu den gegenwärtigen Problemen beigetragen haben. Insbesondere das Ausbleiben des Bruterfolgs wird häufig auf das Zertrampeln von Eiern durch Rinder zurückgeführt oder die Weibchen werden durch Störungen vom Nest ferngehalten.
Die Nester werden häufig von Glanzkrähen (Corvus splendens) geplündert. Verwilderte Haushunde können Vögel in Stress versetzen und Eier, Nestlinge und ausgewachsene Vögel direkt erbeuten, sogar in Nationalparks. Die relative Bedeutung der verschiedenen Bedrohungen ist unklar, was die Erhaltungsstrategien erschwert. Traditionell wurde Gras- und Buschland als Ödland angesehen, weshalb die Forstpolitik auch in jüngerer Zeit darauf abzielte, diese Flächen in Waldgebiete umzuwandeln. Dies geschah durch die Anpflanzung von Bäumen zur Brennholznutzung und Nahrungspflanzen, einschließlich nicht-einheimischer Arten, was zu einem zusätzlichen Verlust von Lebensräumen führte.
Das Sammeln von Eiern war in vielen Bundesstaaten ab dem frühen 19. Jahrhundert weit verbreitet und kommt nur noch sporadisch in Karnataka und Andhra Pradesh vor. Dennoch könnte die fortgesetzte Bejagung auf gegenwärtigem Niveau die Überlebenschancen selbst der größten verbleibenden Populationen erheblich gefährden. Die geringe genetische Vielfalt stellt ein signifikantes Problem dar. Ein Vorschlag zur Etablierung eines Programms für Ex-situ-Zuchtmaßnahmen in Gefangenschaft wurde unterbreitet. Allerdings ist die Erfolgsaussicht dieser Initiative begrenzt, solange keine substantiellen Maßnahmen von der nationalen Regierung zur Förderung des in-situ-Schutzes durch die Implementierung und Durchsetzung von Schutzgebietsverordnungen ergriffen werden. Das vielversprechendste Gebiet für In-situ-Bestrebungen ist der Desert-Nationalpark in Rajasthan, in dem 100 bis 125 Vögel überleben.